# Strąkowcowate
Strąkowcowate (Bruchinae) – podrodzina chrząszczy z rodziny stonkowatych (Chrysomelidae), wcześniej klasyfikowana jako rodzina Bruchidae. Podrodzina obejmuje ok. 1350 gatunków żyjących na całym świecie, w tym w Polsce żyje ponad 30.

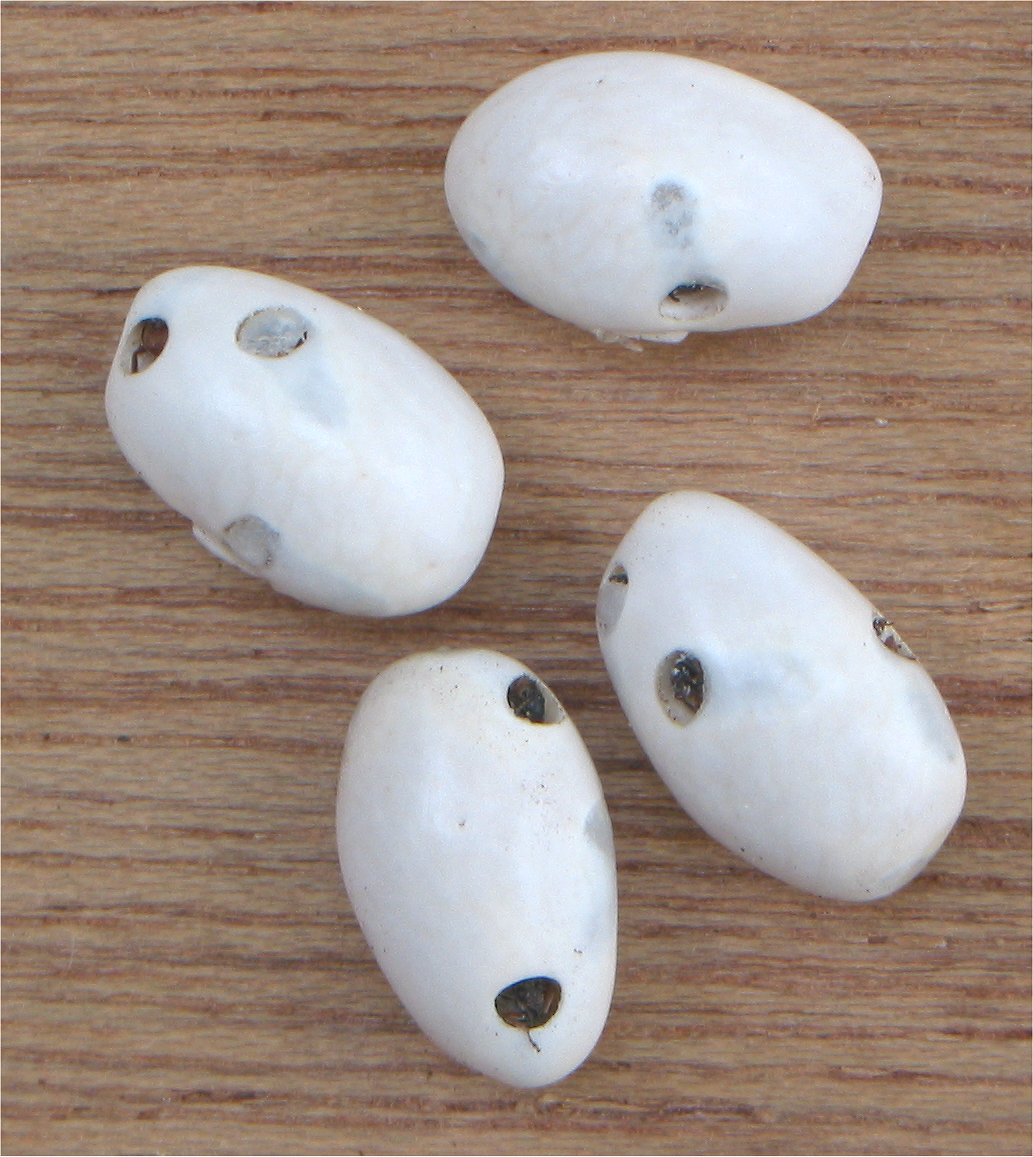
Nasiona fasoli zniszczone przez larwy strąkowca fasolowego (Acanthoscelides obtectus)

Przedstawiciele tej rodziny to małe owalne owady o stosunkowo małych głowach wyrządzające znaczne szkody w uprawach roślin motylkowatych, ponieważ larwy rozwijają się w ich nasionach. Mają regularnie zaokrąglone końce pokryw. Ostatnie segmenty odwłoka nie są przykryte. Larwa ma 3 pary szczątkowatych odnóży. Jej białawe ciało jest łukowato wygięte. Puszka głowowa jest ciemniejsza od reszty ciała.
Rozmiary w rodzinie kształtują się od 1 mm do 22 mm (niektóre gatunki żyjące w tropikach). Ubarwienie pokryw zazwyczaj czarne albo brunatne, często w cętkowane wzory. Kiedy dorosłe są zaniepokojone udają martwe i spadają z rośliny, na której siedzą.
W Polsce występują m.in.: 
- strąkowiec grochowy (Bruchus pisorum)
- strąkowiec fasolowy (Acanthoscelides obtectus)
- strąkowiec bobowy (Bruchus rufimanus)

Zawleczony do wielu krajów, również do Polski, azjatycki strąkowiec czteroplamy (Callosobruchus maculatus) nie jest zaliczany do chrząszczy krajowych.